# 조도연
조도연(趙鍍衍, 1961년 8월 6일~)은 대한민국의 야구 선수이다. KBO 리그 해태 타이거즈, 태평양 돌핀스에서 선수로 활동하였다.

## 출신학교
- 군산중학교
- 군산상업고등학교
- 원광대학교